# Club de Remo Oiartzun
El Club de Remo Oiartzun es un club deportivo vasco que ha disputado regatas en todas las categorías y modalidades de banco fijo, bateles, trainerillas y traineras desde su fundación en 2015. En 2016 participó en la Liga ARC en su segunda categoría, obteniendo el triunfo final, ganándose el derecho a subir a la primera categoría.

## Historia
Tras lograr el ascenso en la temporada 2016, al año siguiente, su presidente, Jon Perurena, anunció que el club dejaba su plaza en la Liga ARC debido a que no podía completar la trainera. Tres o cuatro remeros dejaron el equipo y el equipo no disponía de recambios suficientes para competir debido a los cupos que exige la liga.